# Piedras rúnicas de Lingsberg

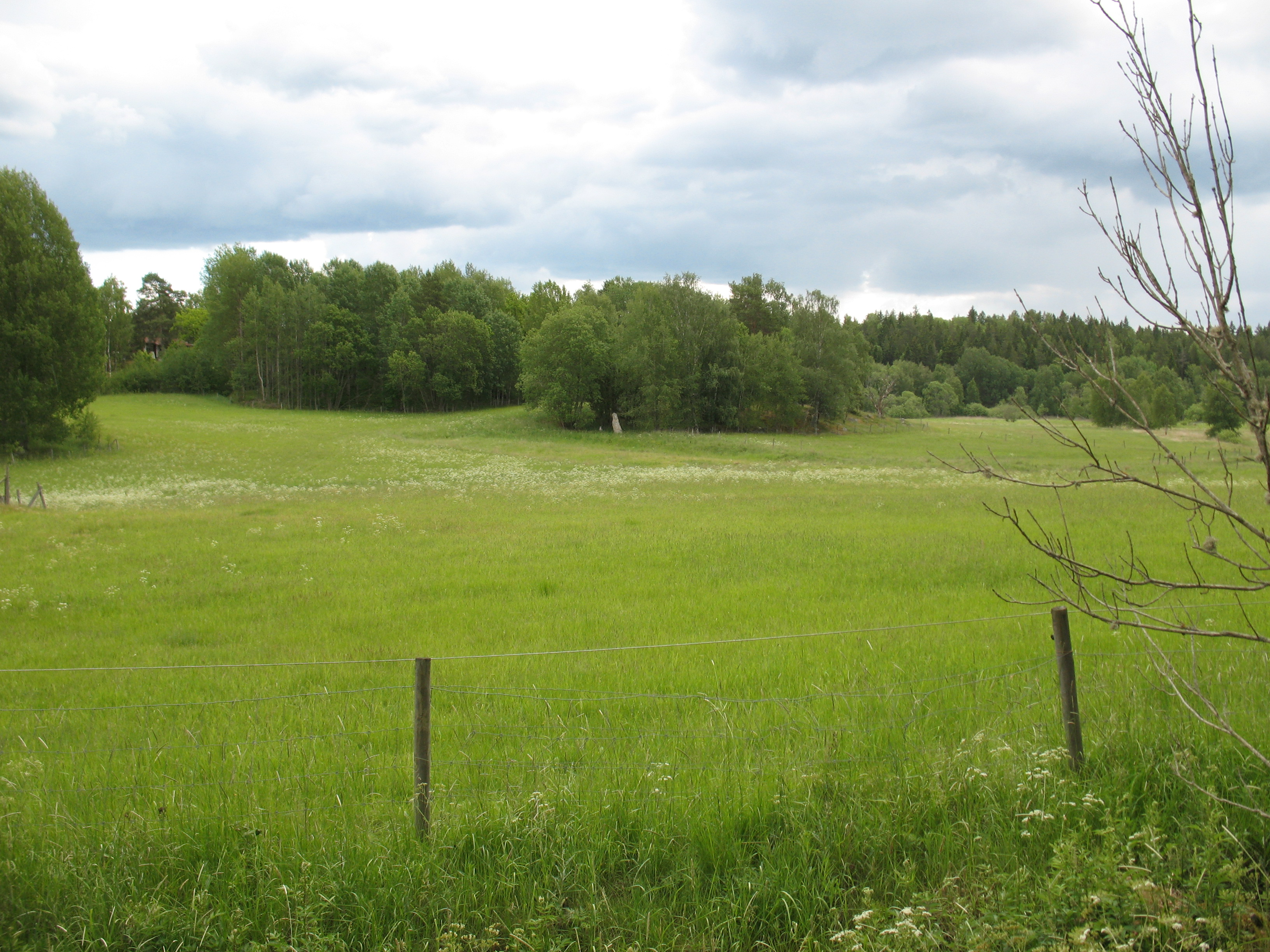
Prado de Lingsberg donde se puede ver la piedra rúnica U 240. Formaba un monumento en conjunto con U 241 antes de su traslado.

Las piedras rúnicas de Lingsberg son dos piezas del siglo XI, identificadas en la Rundata como U 240 y U 241, y un fragmento, U 242 que está grabado en Nórdico antiguo en futhark joven y localizada en una granja de Lingsberg, a dos kilómetros al noreste de Vallentuna, Estocolmo, Suecia, parte de la antigua provincia de Uppland.
Las dos piedras intactas se levantaron por miembros de la misma familia, y en la piedra U 241 grabaron para la posteridad que el abuelo había obtenido dos danegeld (un tipo de impuesto tributo para evitar las incursiones y saqueos que cometían los vikingos) en Inglaterra. Porque el recibo de dicho tributo indica servicio con tropas escandinavas en el Thing desde 1018 a 1066, se pueden fechar las piedras con relativa certeza hacia finales de la primera mitad del siglo XI.

## U 240
Esta piedra rúnica se la conoce localmente como Lingsbergsstenen 1 y se levantó al término de una senda elevada frente a U 241. Hoy solo se conserva algún trazo del camino, y U 240 es la única piedra rúnica presente. El área fue más pantanosa en el pasado, una zona de tráfico difícil hasta que el nivel de las aguas bajaron en el lago Angarn en el siglo XIX. La inscripción muestra un texto rúnico sobre dos serpientes o lindworms que hacen de apoyo a una cruz cristiana y algunas bestias. La última estrofa del texto se puede traducir como:
y Holmfríðr en memoria de su esposo
grabado a la derecha y en el exterior de la serpiente. U 240 se clasificó como un grabado de estilo Pr3, también conocido como estilo Urnes, y se utiliza a menudo como un buen ejemplo del mismo. El estilo Urnes se caracteriza por diseños de animales estilizados y delgados entrelazados en un patrón. La cabeza de los animales se presentan siempre de perfil con largos ojos almendrados y los apéndices rizados hacia arriba, así como nariz y cuello. Se considera que el texto rúnico de U 240 está intencionadamente grabado para leerse en conjunto con el que se muestra en U 241 para formar un mensaje único. Basado en una analítica de estilo, la inscripción ha sido atribuida al maestro cantero Åsmund, artista activo en la primera mitad del siglo XI. 
Inscripción
En caracteres latinos:
tan auk hus(k)arl + auk suain + auk hulmfriþr × þaun (m)(i)(þ)kin litu rita stin þino × aftiR halftan + fa(þ)ur þaiRa tans ' auk hum(f)riþr at buanta sin
En nórdico antiguo:
Dan ok Huskarl ok Svæinn ok Holmfriðr, þaun møðgin letu retta stæin þenna æftiR Halfdan, faður þæiRa Dans, ok Holmfriðr at boanda sinn.
En castellano:
Danr y Húskarl y Sveinn y Holmfríðr, la madre y (sus) hijos, levantaron esta piedra en memoria de Halfdan, el padre de Danr y sus hermanos; y Holmfríðr en memoria de su esposo.

## U 241
Esta piedra rúnica se la conoce localmente como Lingsbergsstenen 2 y se levantó al término de una senda elevada frente a U 240. Descubierta en 1909 cuando se araba un prado. Se trasladó a los jardines frente al edificio principal del juzgado de Lingsberg. La inscripción consiste en un texto rúnico grabado en una serpiente entrelazada bajo una cruz. Muy parecida a U 240, U 241 está clasificada como estilo Pr3 y atribuida al maestro cantero Åsmund.
El texto menciona a los mismos que U 240 Húskarl y Sveinn, excepto a Holmfríðr, y añade al padre de Halfdan, Ulfríkr quien había obtenido dos danegelds en Inglaterra. Desafortunadamente, no se hace mención que dirigentes pagaron los tributos, al contrario de otras dos piedras rúnicas de Uppland que hablan de ello, piedra rúnica de Orkesta U 344 piedra rúnica U 194. Como se citó anteriormente, se considera que el texto rúnico de U 241 está intencionadamente grabado para leerse en conjunto con el que se muestra en U 240 para formar un mensaje único, ya que el texto comienza con la palabra en que en Nórdico antiguo significa y.
Inscripción
En caracteres latinos:
n tan auk huskarl ' auk sua(i)n ' l(i)tu rita stin aftiR ' ulfrik ' faþurfaþur sino ' hon hafþi o| |onklanti tuh kialt| |takit + kuþ hialbi þiRa kiþka salu| |uk| |kuþs muþ(i)
En nórdico antiguo:
En Dan ok Huskarl ok Svæinn letu retta stæin æftiR Ulfrik, faðurfaður sinn. Hann hafði a Ænglandi tu giald takit. Guð hialpi þæiRa fæðga salu ok Guðs moðiR.
En castellano:
Y Danr y Húskarl y Sveinn mandaron erigir la piedra en memoria de Ulfríkr, el padre de su padre. Él recibió dos pagos en Inglaterra. Que Dios y la madre de Dios ayuden las almas del padre y del hijo.

## U 242
Solo se ha encontrado un fragmento de esta piedra. Está ubicada junto a U 241, en el camino hacia el edificio principal de Lingsberg.
Inscripción
En caracteres latinos:
- × auk × st[u]... ... ...- × (r)(a)(i)(s)(a) × ...
En nórdico antiguo:
... ok ... ... ... ræisa ...
En castellano:
... y ... ... ... erigió ...